# Wróble (województwo kujawsko-pomorskie)
Wróble – wieś w Polsce, położona w województwie kujawsko-pomorskim, w powiecie inowrocławskim, w gminie Kruszwica.

## Podział administracyjny
W latach 1975–1998 miejscowość należała województwa bydgoskiego.

## Demografia
Według Narodowego Spisu Powszechnego (III 2011 r.) wieś liczyła 125 mieszkańców. Jest 35. co do wielkości miejscowością gminy Kruszwica.

## Historia wsi

### Prehistoria
Ślady osadnictwa na terenie Wróbli sięgają neolitu. Według ustaleń archeologów lotniczych - pod powierzchnią ziemi znajdują się minimum 3 budynki oraz liczne jamy zasobowe.

### Średniowiecze
Wróble to dawna wieś rycerska.

### Wiek XVI
W XVI wieku (w dokumentach z 1560 roku) wieś wymieniana jest jako część składowa parafii w Piaskach. Najprawdopodobniej znano ją pod nazwą Wróblewo. W roku 1557 gospodarstwo Stanisława Dorza wykupił Jan Niemojewski z Niemojewa – jeden z przywódców reformacji. Byli tam jeszcze Dorz Wiktor, Waryn i Feliks, którzy mieli ½ łana ziemi oraz zagrodnicy: Piotr Masteński miał 2 łany, Szymon Masteński ½ łana i Wawrzyn Masteński ½ łana. Przez pewien czas daninę w postaci dziesięciny ze wsi pobierali wikariusze kruszwiccy.

### Wieki XVIII i XIX
W wyniku I rozbioru Polski z 1772 roku Wróble znalazły się w Królestwie Pruskim, w latach 1807-1815 należały do Księstwa Warszawskiego. W połowie XIX wieku wieś miała powierzchnię 742 ha, 7 domów i 170 mieszkańców. Z ogólnej liczby mieszkańców było 149 katolików. Znajdował się tutaj duży majątek ziemski (z pałacem i parkiem) początkowo prowadzony przez Grabskiego, potem przejęty przez administrację niemiecką. W 1896 roku położono kamienny bruk.

### Wiek XX

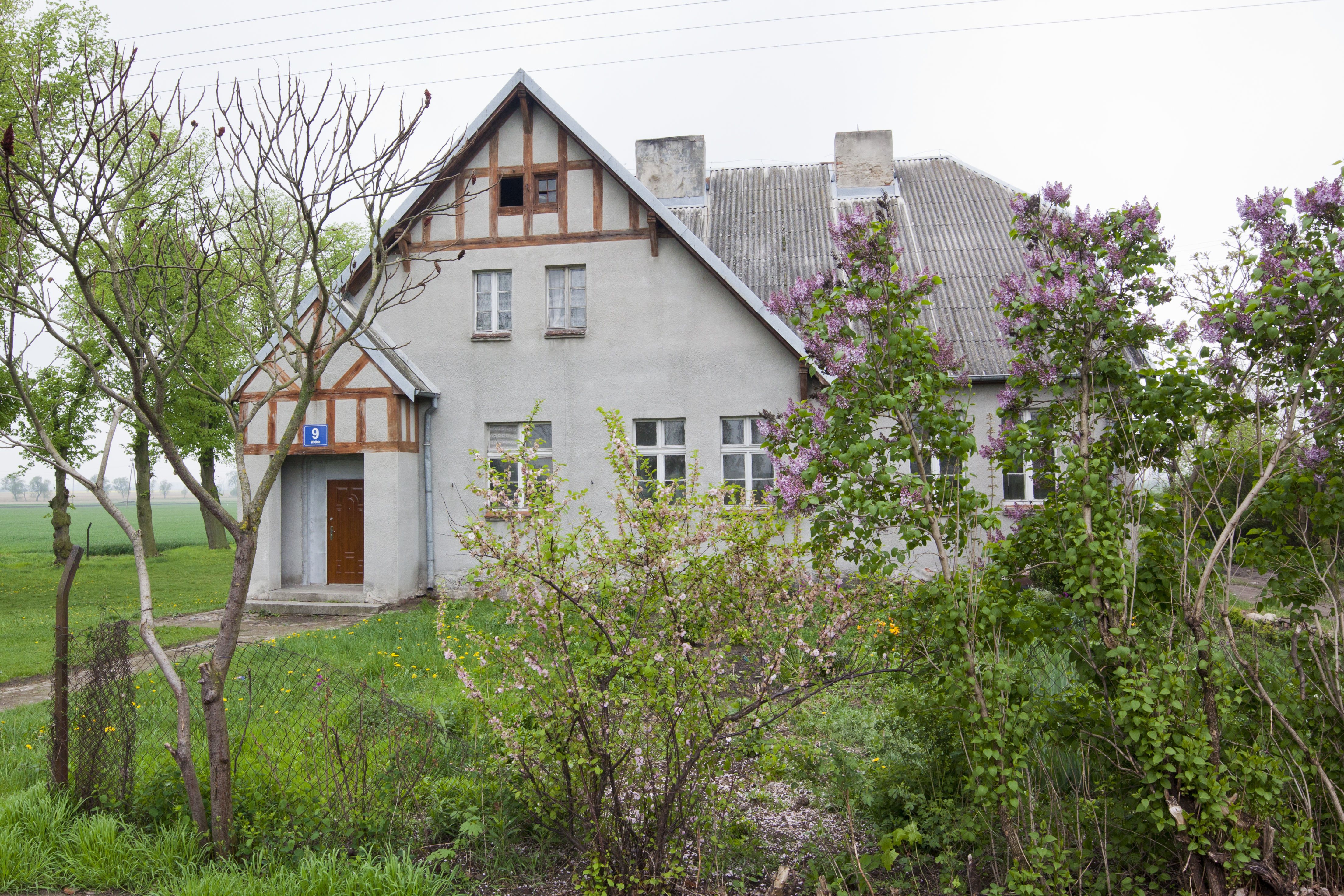
Dawna szkoła podstawowa z początku XX wieku, obecnie świetlica wiejska

W 1905 rozparcelowano część majątku, dając tym samym ziemię pod osadnictwo niemieckie (12 domostw). Mieszkańcy Wróbli mieli parafię i szkołę katolicką w Piaskach, a parafię ewangelicką w Kruszwicy i szkołę ewangelicką w Bródzkach. W 1929 roku 2-krotnie rozparcelowano majątek między miejscowych chłopów. Ostatnim administratorem był Lipowicz.

#### Międzywojnie
W 1918 roku powstała OSP (przejęła sprzęt urzędu celnego w Paprosie). Już wcześniej otwarto szkołę podstawową. Ze środków gminnych powstał dom socjalny. We wsi znajdowały się także sady należące do kruszwickiej winiarni Henryka Makowskiego. W latach 1929–1931 zamieszkiwała tutaj ekscentryczna hrabina Karolina Kalinowska, następnie pałac przejęli Aniela i Piotr Kłyskowie z Poznania. Od 1936 roku w pałacu zamieszkał ostatni przedwojenny burmistrz Kruszwicy - Stanisław Borowiak. 

#### II wojna światowa
Po wybuchu wojny (wojska niemieckie wkroczyły tutaj 6 września), Wróble znalazły się na terenach wcielonych do III Rzeszy - w Kraju Warty. W czasie trwania kampanii wrześniowej zginęli: M. Tadzik, L. Lemanik; w wyniku egzekucji: J. Świecz, J. Kabat. Opinie cywilów niemieckich z Pieck oszczędziła tego losu późniejszemu dyrektorowi szkoły i wieloletniemu komendantowi OSP - Janowi Walińskiemu. Zniszczono pierwotną figurę św. Antoniego, figurę Matki Boskiej przed podobnym losem ochronił, przechowując ją A. Wąsowski. Nazwę wsi zmieniono na Sperlingshoff. 31 lipca 1940 roku większość mieszkańców (właścicieli gospodarstw) wysiedlono do Generalnego Gubernatorstwa. Kilku innych mieszkańców nie powróciło, ginąc na wysiedleniu m.in. od chorób. 

#### Okres powojenny
We wsi działał kowal, a także działalność prowadził punkt dentystyczny. W latach 70. z powodu małej liczby uczniów (poniżej 20) zamknięto szkołę, obecnie przeznaczono ją na mieszkania i świetlicę wiejską. Przez okres PRL-u funkcjonowała zlewnia mleka. Życie kulturalne organizowała miejscowa OSP poprzez organizacje obchodów uroczystości narodowych, zabaw tanecznych i działalność teatru amatorskiego.

#### Współczesność
Współcześnie dzieci z Wróbli korzystają ze szkoły podstawowej we Woli Wapowskiej. Mieszkańcy Wróbli uczestniczyli czynnie w jej rozbudowie. Najwięcej cegiełek na budowę szkoły wykupili: Jan Głowacki i Paweł Kanarek. Najbliższe gimnazjum znajduje się w Bachorcach, szkoła ponadgimnazjalna w Kruszwicy. W 2004 roku miejscowy pałac spłonął. We Wróblach przez pewien czas mieszkał trener Pawła Nastuli - Wojciech Borowiak, z którym judoka zdobył złoty medal olimpijski w 1996 roku.

## Położenie
W granicach sołectwa Wróble znajduje się także miejscowość Wolany (2 rodziny). Przez wieś przebiega linia kolejowa nr 131 Chorzów Batory – Tczew (najbliższa stacja kolejowa - Karczyn, około 2 km na północ) oraz gazociąg. W odległości 2 km na zachód znajduje się jezioro Tryszczyń.

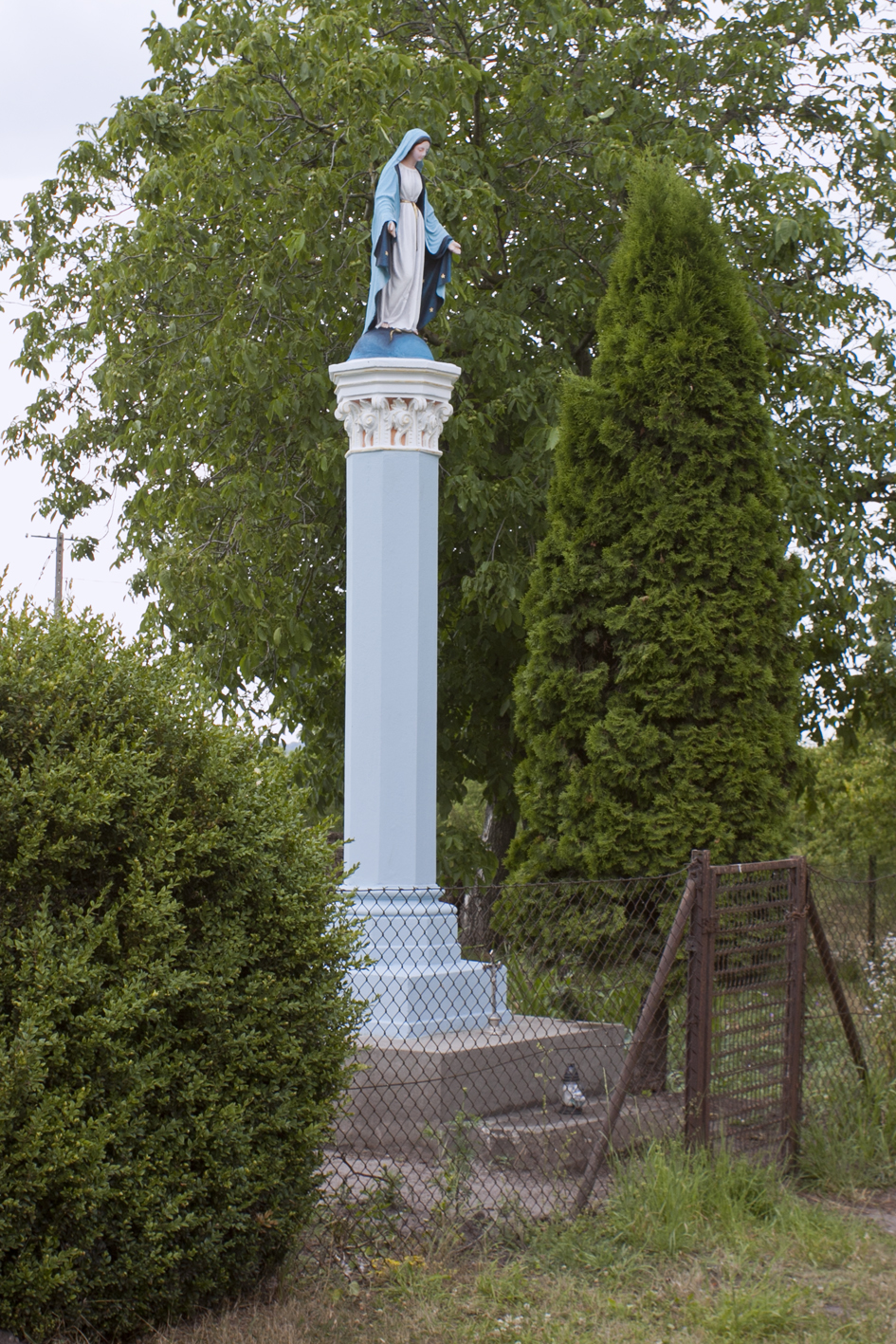
Figura Najświętszej Maryi Panny Niepokalanie Poczętej

## Zabytki i pomniki przyrody
We wsi znajdują się dwie przydrożne kapliczki z XIX w.: Matki Boskiej i św. Antoniego oraz krzyże drewniane: postawiony w 1945 roku oraz w 1957 roku (Wolany). W parku znajdują się 2 pomniki przyrody: buk zmiennobarwny i lipa o obwodzie 360 cm. Nieopodal znajdują się pozostałości przedwojennego niemieckiego cmentarza dla ofiar cholery (lokalizacji polskiego odpowiednika bliżej nie ustalono).